# Challenger 1
FV4030/4 Challenger 1 («Челленджер 1») — основний бойовий танк (ОБТ) третього покоління британської армії з 1983 до середини 1990-х, коли був замінений на новий Challenger 2. Після істотної модернізації залишається основним бойовим танком Королівської армії Йорданії. Варіанти для йорданських військових (танк Al Hussein) оснащено баштою Falcon із системою дистанційного керування.

## Історія
Challenger розроблено колишньою компанією Military Vehicles and Engineering Establishment (MVEE) у містечку Чобгем в графстві Суррей за зверненням Ірану з пропозицією поліпшити лінійку танків Chieftain. Це були танки Chieftain Mk5(P)- FV4030/1, FV4030/2 Shir (Lion) 1 and 4030/3 Shir 2. З падінням шаху Ірану та згортання проекту UK MBT90, британська армія стала покупцем танку, а MVEE подальші розробки проводило з урахування потреб Західної Європи. Перед тим як стати «Challenger'ом» так мав назву «Cheviot». А своєю теперішньою назвою танк завдячує легкому танку часів Другої світової війни Cruiser Mk VIII Challenger.
Найреволюційнішим аспектом у дизайні танку Challenger 1 стала його броня Чобгем яка давала кращий захист ніж монолітна катана гомогенна броня (RHA), яка на той час була стандартною для танків. Ця броня прийнята на озброєння та іншими, в тому числі на американському ОБТ M1 Abrams. До того ж використання підвіски Hydrogas дало чудові результати при пересуванні пересіченою місцевістю.
Challenger вироблявся Royal Ordnance Factories (ROF). Challenger 1 було прийнято на службу до британського війська у 1983, а припинено виробництво було у 1990 при вартості £2 мільйони кожний. У 1986, ROF Leeds (і лінію виробництва Challenger) було придбано компанією Vickers Defence Systems (пізніше Alvis Vickers). Йорданія спершу замовила 274 танки Challenger 1. За договором підписаним у березні 1999 інші 288 танки Challenger 1 повинні були протягом трьох років поставлені у Йорданію, для заміни йорданських танків Centurion (місцева назва Tariq).
Міністерство Оборони бажало показати всі можливості танку Challenger 1 у змаганні на Трофей Канадської Армії (CAT '87), який проходив у Графенвері, ФРН у червні 1987. Найкраще підготовленою командою був 2-й Королівський танковий полк, однак їхні Challenger'и не було оснащено Тепловізійними прицілами (TOGS), що поставило їх у невигідне становище. Підрозділ Королівських гусарів було оснащено TOGS, проте вони тренувалися на полігоні Саффілд у Канаді на Чіфтенах, замість тренувань на Челленджерах та з TOGS для CAT '87. З виробництва було направлено 22 нових Челенджера з TOGS, проте проблем тільки побільшало. Хоча у самому змаганні Гусари отримали деякі позитивні результати , але всі їх три «взводи» опинились внизу таблиці.
Пізніше було видано вимоги до нового ОБТ. Пропозиції, висунуті для нової специфікації включали в себе покращений Challenger від Vickers, американський M1 Abrams, французький Leclerc і німецький Leopard 2. Завдяки дизайну від Vickers Defence Systems було обрано Challenger 2. Танк більше підходив під вимоги. За основу було взято корпус розроблений MVEE, але встановлено нову башту від Vickers Private Venture Mk7 та нову покращену броню Чобхем.
З 1998 танк Челленджер 1 почали списувати і у 2001 році його повністю замінив танк Challenger 2.
Існує також зенітна версія танку Челленджер, з баштою Marksman.

## Застосування
221 танк Challenger було розгорнуто у Саудівській Аравії для операції Гранбі, під час війни у Перській затоці. Було розгорнуто 7му Броньовану бригаду, що включала два бронетанкових полки, Королівських Ірландських Гусарів та Королівських Гвардійських Шотландських Драгунів, обидва мали на озброєнні 57 танків останньої версії Mark 3 Challenger 1. Вони були пристосовані для операцій в умовах пустелі Ці доробки включали додаткову броню Чобхем уздовж всього корпусу і динамічний захист (ERA) на нижній та верхній лобових деталях. Також було встановлено додаткові паливні баки і генератори диму.

## Оператори

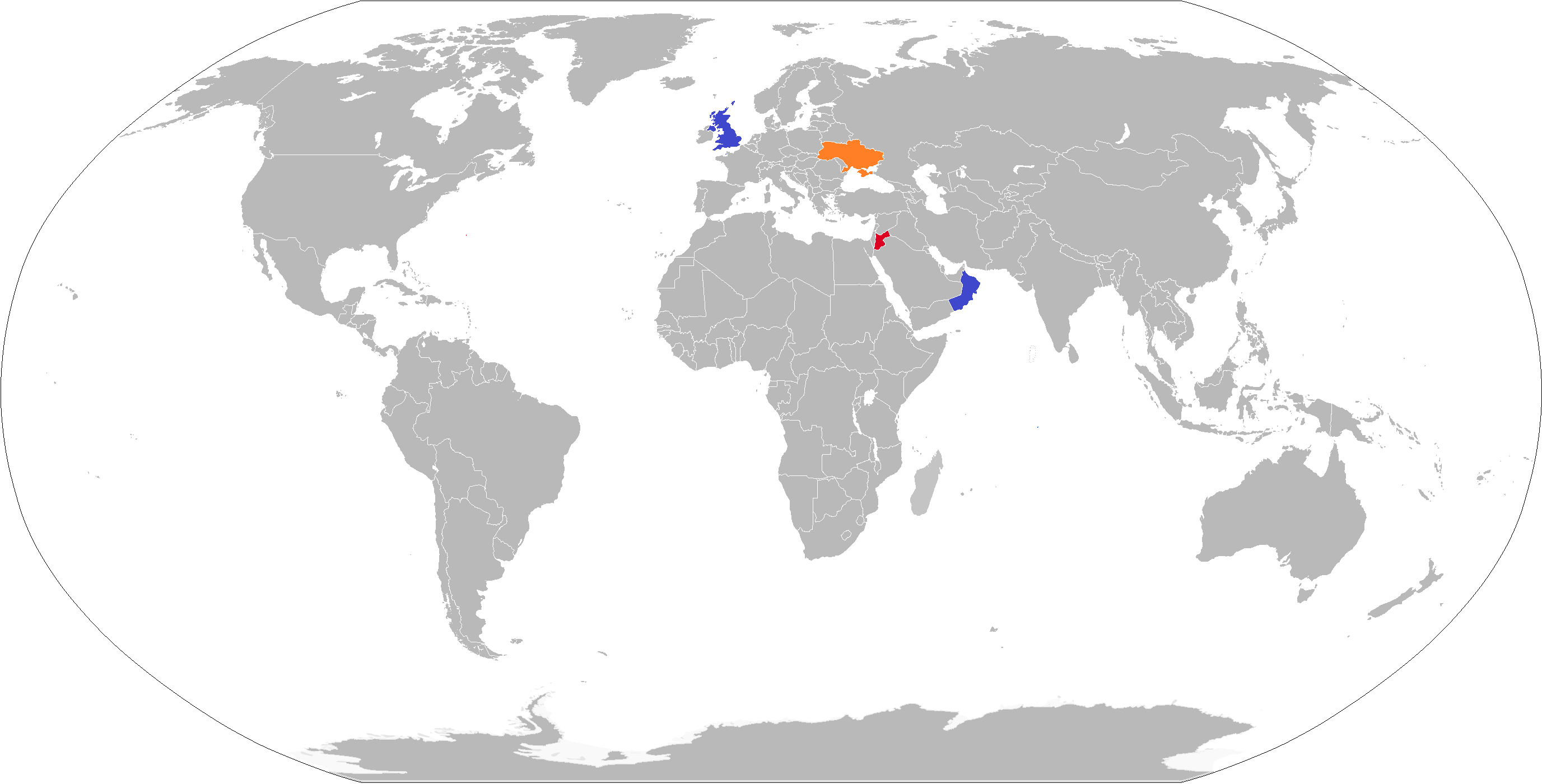
Мапа операторів Challenger 1 синім. Червоним колишні оператори

### Поточні
- Йорданія — близько 50 FV4034 Challenger 1 на озброєнні та близько 330 одиниць на зберіганні, станом на 2024 рік. Відомі під назвою Al Hussein[6].

### Колишні
- Велика Британія — 426 одиниць перебувало на озброєнні британської армії, повністю замінені на Challenger 2[7].

## Галерея

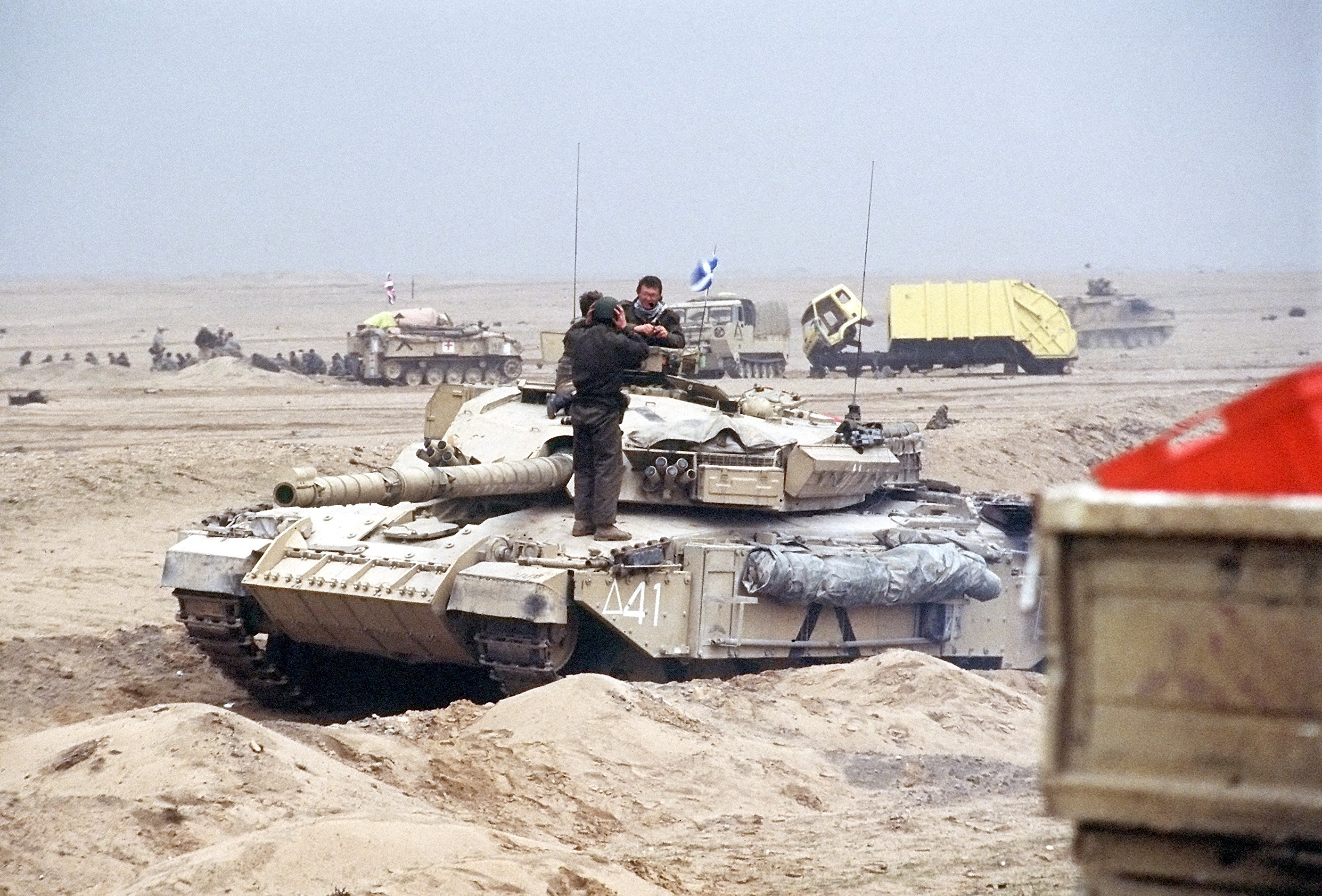
Challenger 1 Королівських Гвардійських Шотландських Драгунів біля Кувейт Сіті під час війни у Затоці.
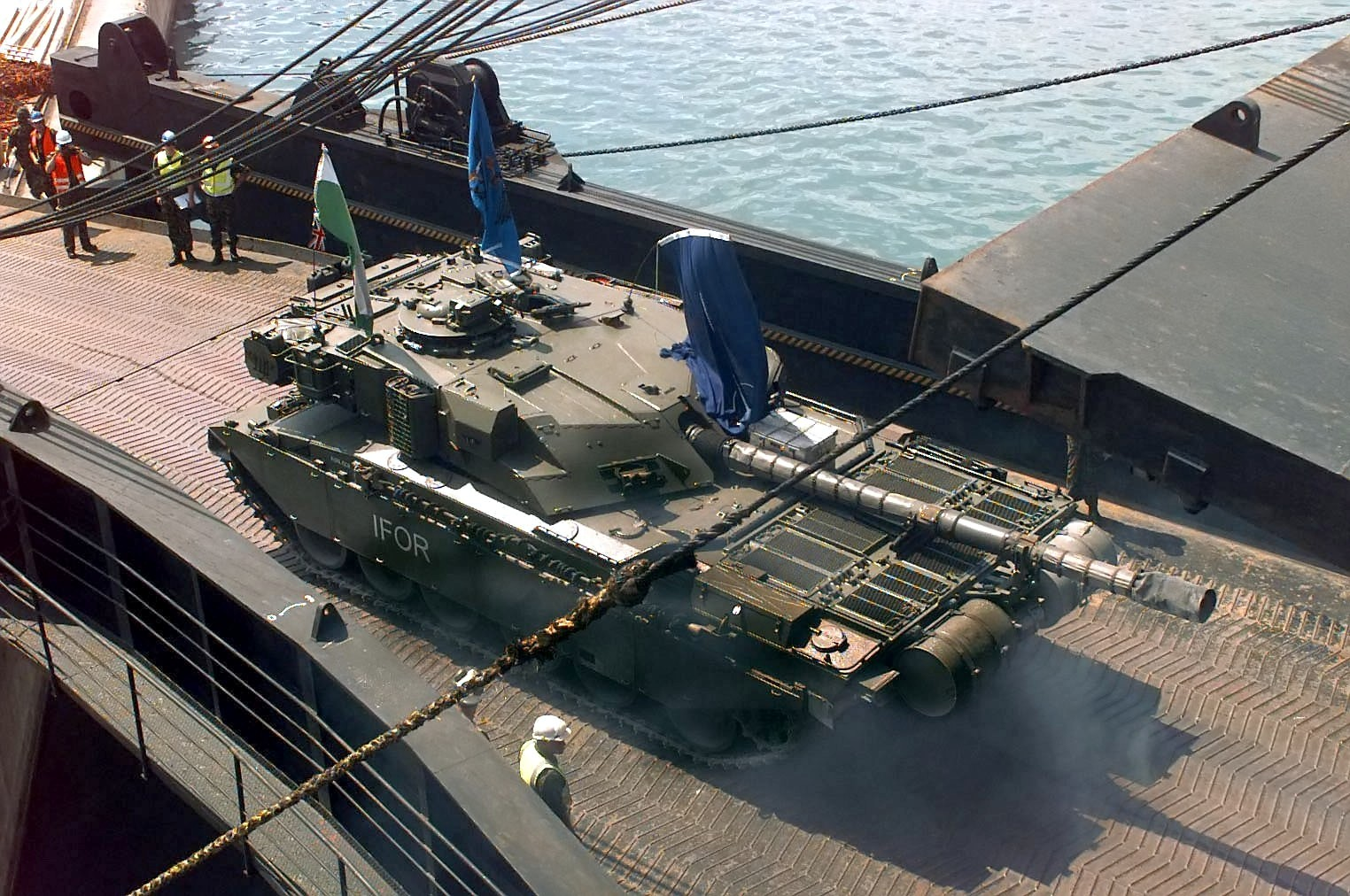
Challenger 1 1ої Королівської Варти Драгунів з відзнаками IFOR.
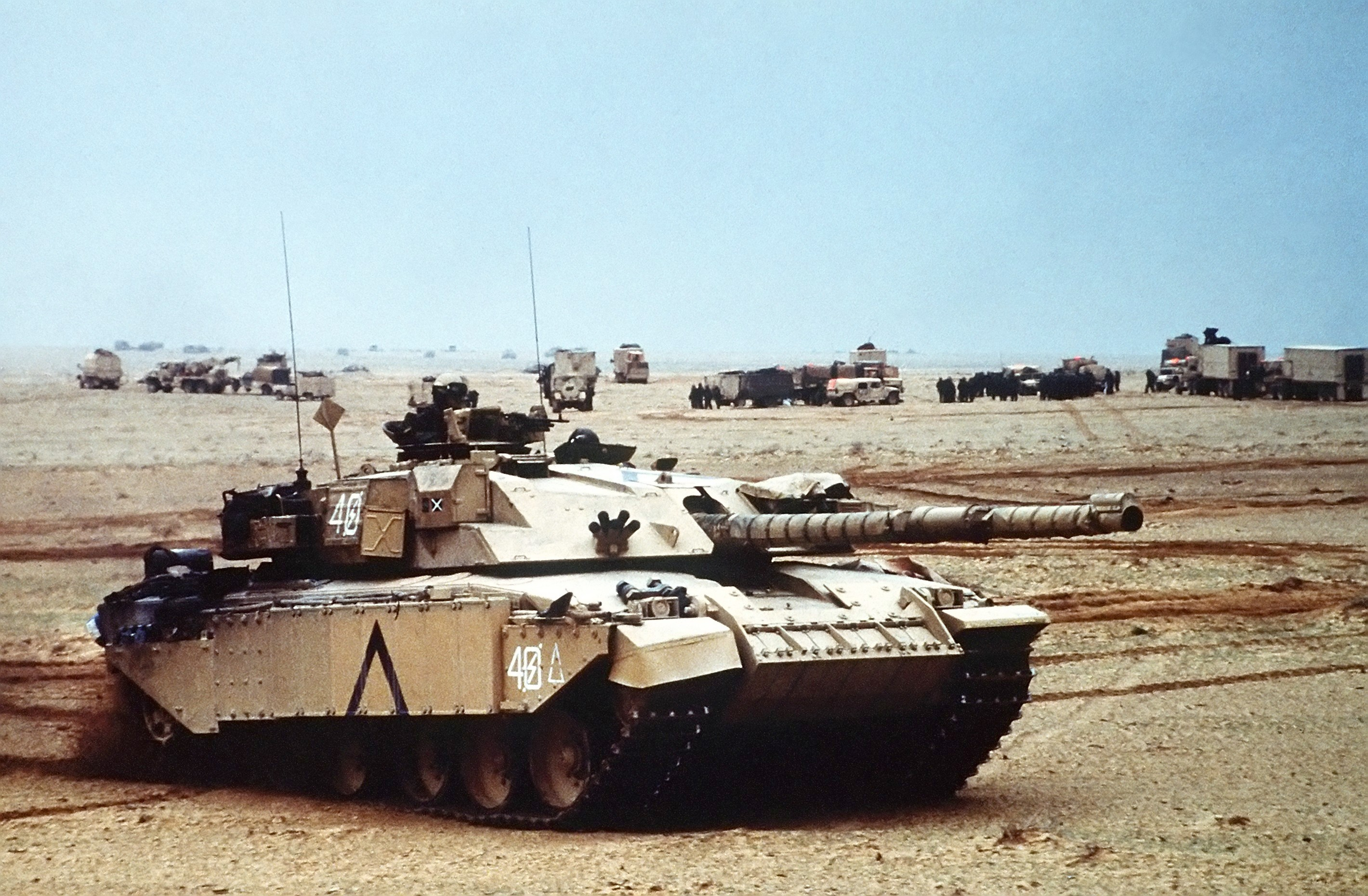
Challenger 1 Королівських Гвардійських Шотландських Драгунів під час війни у Затоці